# Laabersteigberg
Der Laabersteigberg ist ein 530 m ü. A. hoher Berg in Niederösterreich, an der Grenze der Gemeinden Laab im Walde und Purkersdorf, unweit der Wiener Stadtgrenze.

## Geographie
Der Berg gehört zum Wienerwald-Gebirge und ist der zweithöchste im zirka 3 km langen, westöstlich verlaufenden Bergzug, der aus dem Roppersberg (511 m), einem amtlich unbenannten Gipfel (533 m), dem Laabersteigberg, dem Dreihufeisenberg (518 m) und noch einer unbenannten Anhöhe (518 m) besteht. Über diese fünf Gipfel führt ein Weg mit Höhendifferenz von nur 30 Metern. Im Westen steigt er relativ steil nach Süden ab, zur Rotte Roppersberg der Gemeinde Wolfsgraben. Im Osten verzweigt der Weg nach Nordosten und Süden und führt entlang der Grenzmauer des Lainzer Tiergartens, auch deutlich an Höhe in beiden Richtungen verlierend. Dazu gibt es viele kleinere Wege, auf denen der Bergzug erreicht werden kann, wie zum Beispiel der steile nordsüdliche Laaber Steig, ein früherer Teil des Österreichischen Weitwanderwegs 04. Vom Laaber Steig ist es nur 200 m bis zum Gipfel auf dem vorher erwähnten Bergrückenweg.
Der Laabersteigberg sowie der ganze Bergzug ist ein Teil der Wasserscheide zwischen dem nördlich gelegenen Wienfluss und der südlich gelegenen Liesing.

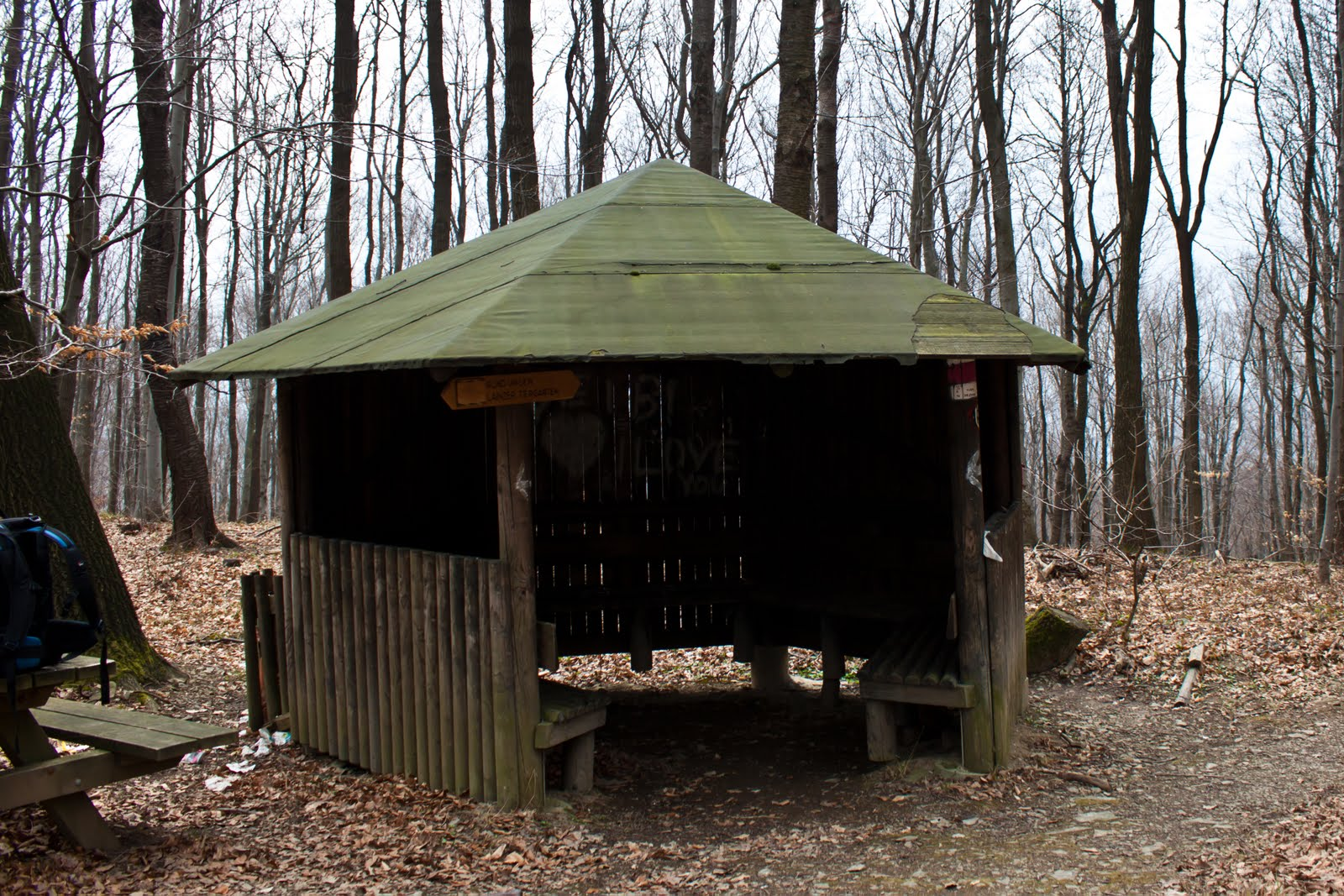
Unterstand östlich des Gipfels an der höchsten Stelle des Laaber Steigs